# Ancylotropis malmeana
Ancylotropis malmeana là một loài thực vật có hoa trong họ Polygalaceae. Loài này được (Chodat) B.Eriksen mô tả khoa học đầu tiên năm 1993.